# Ronde van Nederland 2001
De Ronde van Nederland 2001 is een wielerwedstrijd die werd gewonnen door Léon van Bon.

## Etappe-overzicht
| Datum | Etappe   | Parcours                | Afstand | Winnaar         | Tweede             | Derde               | Leider          |
| ----- | -------- | ----------------------- | ------- | --------------- | ------------------ | ------------------- | --------------- |
| 28/8  | Etappe 1 | Rotterdam - Tilburg     | 186 km  | Stefan van Dijk | Tristan Hoffman    | Ivan Quaranta       | Stefan van Dijk |
| 29/8  | Etappe 2 | Tiel - Nijverdal        | 184 km  | Robbie McEwen   | Giancarlo Raimondi | Matteo Frutti       | Stefan van Dijk |
| 30/8  | Etappe 3 | Nijverdal - Denekamp    | 83 km   | Ivan Quaranta   | Stefan van Dijk    | Danilo Hondo        | Stefan van Dijk |
| 30/8  | Etappe 4 | Nordhorn - Denekamp (t) | 23 km   | Sergej Gontchar | Bart Voskamp       | Vjatsjeslav Jekimov | Sergej Gontchar |
| 31/8  | Etappe 5 | Markelo/Goor - Venlo    | 192 km  | Danilo Hondo    | Robert Hunter      | John den Braber     | Sergej Gontchar |
| 1/9   | Etappe 6 | Blerick - Landgraaf     | 228 km  | Erik Dekker     | Stephan Schreck    | Maarten den Bakker  | Léon van Bon    |

## Eindklassement
| Algemeen Klassement | Algemeen Klassement | Algemeen Klassement | Algemeen Klassement |
| ------------------- | ------------------- | ------------------- | ------------------- |
| 1.                  | Léon van Bon        | Nederland           | 21u 47' 31"         |
| 2.                  | Erik Dekker         | Nederland           | + 06"               |
| 3.                  | Sergej Gontchar     | Oekraïne            | + 27"               |
| 4.                  | Paul van Hyfte      | België              | + 42"               |
| 5.                  | Bart Voskamp        | Nederland           | + 53"               |
| 6.                  | Jan van Velzen      | Nederland           | + 1' 03"            |
| 7.                  | Vjatsjeslav Jekimov | Rusland             | + 1' 06"            |
| 8.                  | Maarten den Bakker  | Nederland           | + 1' 11"            |
| 9.                  | Robert Hunter       | Zuid-Afrika         | + 1' 16"            |
| 10.                 | Frank Høj           | Denemarken          | + 1' 37"            |

| Puntenklassement | Puntenklassement | Puntenklassement | Puntenklassement |
| ---------------- | ---------------- | ---------------- | ---------------- |
| 1.               | Stefan van Dijk  | Nederland        | 34 punten        |
| 2.               | Danilo Hondo     | Italië           | 31 punten        |
| 3.               | Robert Hunter    | Zuid-Afrika      | 26 punten        |
| 4.               | Julian Dean      | Nieuw-Zeeland    | 16 punten        |
| 5.               | Erik Dekker      | Nederland        | 15 punten        |

| Tussensprintklassement | Tussensprintklassement | Tussensprintklassement | Tussensprintklassement |
| ---------------------- | ---------------------- | ---------------------- | ---------------------- |
| 1.                     | Remco van der Ven      | Nederland              | 26 punten              |
| 2.                     | Glenn D'Hollander      | België                 | 8 punten               |
| 3.                     | Paul van Hyfte         | België                 | 5 punten               |
| 4.                     | Rik Reinerink          | Nederland              | 4 punten               |
| 5.                     | Ludo Dierckxsens       | België                 | 2 punten               |

| Jongerenklassement | Jongerenklassement | Jongerenklassement | Jongerenklassement |
| ------------------ | ------------------ | ------------------ | ------------------ |
| 1.                 | Robert Hunter      | Zuid-Afrika        | 21u 48' 47"        |
| 2.                 | Stephan Schreck    | Duitsland          | + 31"              |
| 3.                 | Leif Hoste         | België             | + 47"              |
| 4.                 | Kevin Hulsmans     | België             | + 51"              |
| 5.                 | Andrej Kasjetsjkin | Oekraïne           | + 1' 23"           |

| Ploegenklassement | Ploegenklassement  | Ploegenklassement | Ploegenklassement |
| ----------------- | ------------------ | ----------------- | ----------------- |
| 1.                | Mercury            | 65u 25' 54"       |                   |
| 2.                | Rabobank           | + 57"             |                   |
| 3.                | US Postal Service  | + 1' 10"          |                   |
| 4.                | Lampre - Daikin    | + 2' 12"          |                   |
| 5.                | Domo - Farm Frites | + 3' 14"          |                   |

1948 · 1949 · 1950 · 1951 · 1952 · 1953 · 1954 · 1955 · 1956 · 1957 · 1958 · 1959 · 1960 · 1961 · 1962 · 1963 · 1964 · 1965 · 1966 · 1967 · 1968 · 1969 · 1970 · 1971 · 1972 · 1973 · 1974 · 1975 · 1976 · 1977 · 1978 · 1979 · 1980 · 1981 · 1982 · 1983 · 1984 · 1985 · 1986 · 1987 · 1988 · 1989 · 1990 · 1991 · 1992 · 1993 · 1994 · 1995 · 1996 · 1997 · 1998 · 1999 · 2000 · 2001 · 2002 · 2003 · 2004 · 2005 · 2006 · 2007 · 2008 · 2009 · 2010 · 2011 · 2012 · 2013 · 2014 · 2015 · 2016 · 2017 · 2018 · 2019 · 2020 · 2021 · 2022 · 2023 · 2024